# Martin Barry
Martin Barry MD, FRCPE, FRSE, FRS (Portsmouth, 28 de março de 1802 — Suffolk, 27 de abril de 1855), foi um médico britânico.
Foi presidente da Royal Medical Society of Edinburgh em 1836.